# Derna (distrito)
Derna, Darna ou Darana (em árabe: درنة; romaniz.: Darnah) é um distrito da Líbia. Foi criado em 1983 e segundo censo de 1987 havia 105 031 residentes. Pelo censo de 2001, havia 68 936 residentes. Após a reforma de 2006, Derna possui zona costeira no mar Mediterrâneo e faz divisa no interior com Jabal Acdar a oeste, Butnane a leste e Oásis a sul. Segundo o censo de 2012, a população era de 164 440 pessoas, das quais 160 403 eram líbios e 4 037 não-líbios. O tamanho médio das famílias líbias era 5.29, enquanto o tamanho médio das não-líbios era de 4.28. Há no total 33 644 famílias no distrito, com 32 616 sendo líbias e 1 028 não-líbias. Em 2012, aproximados 426 indivíduos morreram no distrito, dos quais 317 eram homens e 109 mulheres.